# Heimebane
Heimebane (internationaler Titel: Home Ground, deutsch: Heimspielstätte) ist eine norwegische Fernsehserie, die von 2018 bis 2019 in zwei Staffeln bei NRK1 ausgestrahlt wurde. Die Serie handelt von Helena Mikkelsen, der fiktiven ersten weiblichen Fußballtrainerin in der norwegischen Herren-Fußballliga und den Geschehnissen rund um ihren Fußballclub Varg IL.

## Handlung

### Erste Staffel
Zu Beginn der ersten Staffel verliert der neu in die erste Liga aufgestiegene und finanziell angeschlagene Fußballverein Varg IL seinen Trainer, als dieser einen Schlaganfall erleidet. Sein Nachfolger soll der ehemalige Auslandsprofi und Spieler des Clubs, Michael Ellingsen, werden. Die erfolgreiche Frauenfußball-Trainerin Helena Mikkelsen bekommt das Angebot, seine Assistentin zu werden. Sie lehnt dieses Angebot ab und fordert, Trainerin zu werden. Mit Unterstützung des Geschäftsführers Espen Eide, der Zweifel an Ellingsens Taktikkenntnissen hat, wird Mikkelsen die neue Trainerin des Vereins. Gemeinsam mit ihrer Tochter zieht sie nach Ulsteinvik. Mikkelsen muss sie sich nach der Übernahme des Postens mit sexistischen Anfeindungen vonseiten der Fans, Medien und des Vereins auseinandersetzen.
Bei einem Spiel wird Mikkelsen vom Trainer des gegnerischen Teams sexuell belästigt. Nachdem es daraufhin zu einer körperlichen Auseinandersetzung zwischen den beiden kommt, wird sie zur Strafe für vier Spiele auf die Tribüne verbannt. Mit Unterstützung von Espen Eide, dem Geschäftsführer von Varg IL, geht sie mit ihrer Geschichte an die Öffentlichkeit und ihre Strafe wird aufgehoben. Wegen einer Verletzung des Stürmers Ellingsen muss der Verein einen neuen Sturmspieler einkaufen. Aufgrund der finanziellen Schwierigkeiten verkauft der Verein dazu gegen dessen Willen Eivind Brattskjær, den beliebtesten Spieler der Mannschaft.
Der Mikkelsen kritisch gegenüberstehende Hauptsponsor zeigt sich zunehmend unzufrieden mit der Leistung der Trainerin. Mikkelsen bietet daraufhin an, zurückzutreten, falls sie das nächste Spiel gegen einen favorisierten Club nicht gewinnen kann. Das für Mikkelsen entscheidende Spiel geht unentschieden aus und Ellingsen wird neuer Trainer des Vereins. Unter ihm verschlechtert sich das Team, so dass die gesamte Mannschaft die vor dem Wegzug stehende frühere Trainerin bittet, sie für die verbleibenden Spiele taktisch zu beraten. Nach einigen Spielen wird sie wieder als Trainerin angestellt. Am Ende der Saison spielt das Team erfolgreich gegen den Abstieg an. Der Hauptsponsor gibt allerdings sein Ende der Zusammenarbeit mit Varg IL bekannt.

### Zweite Staffel
Die zweite Staffel steigt zum Beginn der nächsten Spielsaison ein, in der die finanzielle Lage für Varg IL weiterhin angespannt ist. Die Mannschaft besteht deswegen mittlerweile aus vielen jungen und gering bezahlten Fußballspielern. Espen Eide versucht, einen neuen Sponsor aufzutreiben, um den Verein abzusichern. Stattdessen steigen nach längerer Diskussion die Geschwister Petronella und Peder Nagelsmidt als Investoren in den Club ein. Der Einstieg führt dazu, dass Peder Nagelsmidt steigenden Einfluss auf das Geschehen im Verein hat. Vargs Starspieler Adrian Austnes bekommt unterdessen die Chance, für die norwegische Nationalmannschaft aufzulaufen. Trainerin Mikkelsen verhindert den Einsatz, als sie in ihrer Funktion als Fernsehkommentatorin von dessen Verletzung berichtet. Unter den Spielern von Varg IL wird währenddessen diskutiert, ob Geschäftsführer Eide homosexuell ist, was dieser jedoch verneint.
Nachdem Austnes nicht im Länderspiel eingesetzt wurde, verschlechtert sich dessen Verhältnis zu Helena Mikkelsen und er äußert den Wunsch, zu Rosenborg zu wechseln. Als er das Training boykottiert, lässt der Verein ihn ziehen. Am Ende der Saison steht Varg IL im Cupfinale gegen Rosenborg. Mikkelsens Verein kann das Finale gewinnen, in dem Austnes bewusst einen Elfmeter verschießt, da er sich weiter seinem ehemaligen Verein verbunden fühlt. Am Ende des Spiels gibt Vargs Torhüter Kasper Fleten in einem Interview bekannt, dass er in einer Beziehung mit einem Mann lebt, was Geschäftsführer Eide zu Hause am Fernseher in Tränen ausbrechen lässt. Die Staffel endet damit, dass Mikkelsen ihren Job als Trainerin aufgibt und gegenüber Eide andeutet, dass sie Nationaltrainerin werden möchte.

## Besetzung
| Schauspieler            | Figur                 | Rolle                                    | Staffeln | Folgen |
| ----------------------- | --------------------- | ---------------------------------------- | -------- | ------ |
| Ane Dahl Torp           | Helena Mikkelsen      | Cheftrainerin Varg IL                    | 1–2      | 18     |
| Morten Svartveit        | Espen Eide            | Geschäftsführer Varg IL                  | 1–2      | 18     |
| John Carew              | Michael Ellingsen     | Fußballspieler Varg IL                   | 1–2      | 18     |
| Emma Bones              | Camilla Mikkelsen     | Helenas Tochter, Adrians Partnerin       | 1–2      | 18     |
| Axel Bøyum              | Adrian Austnes        | Fußballspieler Varg IL, Camillas Partner | 1–2      | 18     |
| André Sørum             | Otto Halsen           | Fußballspieler Varg IL                   | 1–2      | 17     |
| Nader Khademi           | Mons Kilanger         | Fußballspieler Varg IL                   | 1–2      | 15     |
| Endre Synnes Hagerup    | Nils                  | Freund von Camilla und Adrian            | 1–2      | 15     |
| Bjarte Hjelmeland       | Bjørn O. Tangsrud     | Sponsor                                  | 1–2      | 11     |
| Rolf Kristian Larsen    | Eivind Brattskjær     | Fußballspieler Varg IL                   | 1–2      | 11     |
| Josefine Agathe Hove    | Sissel Renate         | Affäre von Michael                       | 1–2      | 10     |
| Even Vesterhus          | Steffen               | Camillas Exfreund                        | 1        | 10     |
| Michael Stilson         | Michael Stilson       | Fußballspieler Varg IL                   | 1        | 8      |
| Nivethan Senthurvasan   | Aron Sajuran          | Fußballspieler Varg IL                   | 2        | 8      |
| Bendik Mauseth          | Tommy Gabrielsen      | Fußballspieler Varg IL                   | 2        | 8      |
| Ståle Remøy Pettersen   | Kasper Fleten         | Torhüter Varg IL                         | 2        | 8      |
| Marian Saastad Ottesen  | Petronella Nagelsmidt | Sponsorin                                | 2        | 6      |
| Ole Christoffer Ertvaag | Peder Nagelsmidt      | Sponsor                                  | 2        | 5      |

## Rezeption
Die norwegische Zeitung Verdens Gang verlieh beiden Staffeln fünf von sechs Punkten. Der zweiten Staffel würde jedoch etwas der rote Faden fehlen. Auch das Dagbladet verlieh beiden Staffeln fünf von sechs möglichen Punkten. Marie Kleve kritisierte dabei die karikaturhafte Darstellung des Investorenpaares Nagelsmidt sowie die Vorhersehbarkeit in der zweiten Staffel und die zu große Vorhersehbarkeit zu Beginn der ersten Staffel.
Die Serie erhielt große Aufmerksamkeit, da sie gesellschaftlich aktuelle Themen wie etwa Frauen und Homosexualität im Fußball oder auch MeToo aufgriff. Die Kritiker Morten Ståle Nilsen und Leif Tore Lindø äußerten, dass diese Themen eher subtil und wenig belehrend in die Serie eingearbeitet wurden.
Beim Fernsehpreis Gullruten gewann die Serie im Jahr 2018 in fünf Kategorien. Ane Dahl Torp wurde als beste Schauspielerin und Axel Bøyum als bester männlicher Schauspieler ausgezeichnet. Die Serie selbst entschied die Kategorie „Beste Dramaserie“ für sich. Außerdem konnte die Serie die Fachpreise für das beste Drehbuch (Johan Fasting) und die beste Soundproduktion gewinnen. Im Jahr darauf gewann die Serie in den Fachkategorien für den besten Clip in einem Fernsehdrama, das beste graphische Design, die beste Musik und die Innovation des Jahres gewinnen. Im Jahr 2018 wurde die Serie außerdem zur besten Dramaserie Skandinaviens gewählt.

## Produktion
Die erste Staffel wurde von März bis Oktober 2017 gefilmt. Der Dreh für die zweite Staffel begann im Frühjahr 2018. Die Außenaufnahmen wurden in Ulsteinvik produziert, die Innenaufnahmen in Oslo.

## Ausstrahlung
Die erste Staffel wurde im norwegischen Rundfunk NRK1 erstmals vom 4. März bis zum 29. April 2018 ausgestrahlt. Die zweite Staffel folgte vom 17. Februar bis zum 7. April 2019. Im September 2019 gab Norsk rikskringkasting (NRK) bekannt, dass es keine dritte Staffel der Serie produziert werde. Die Produktionsgesellschaft Motlys äußerte daraufhin, möglicherweise über eine andere Zusammenarbeit eine weitere Staffel zu filmen. Die Serie wurde auch im dänischen Rundfunk Danmarks Radio (DR) ausgestrahlt.
Zunächst war die Serie in Norwegen als Hjemmebane geplant, was die Bokmål-Version von Heimebane ist. Da sich die Serie allerdings in Ulsteinvik abspielt, also in einer Gegend, in der Nynorsk als Schriftsprache vorherrschend ist, wurde der Titel auf Heimebane abgeändert. International wird die Serie mit der englischen Übersetzung Home Ground vermarktet.
Bei den Internationalen Filmfestspielen in Berlin 2018 sowie bei den Nordischen Filmtagen 2018 in Lübeck wurden die ersten beiden Episoden gezeigt.

## Episoden

### Staffel 1
| Folge | Norwegischer Titel   | Erstausstrahlung Norwegen (NRK1) |
| ----- | -------------------- | -------------------------------- |
| 1     | Den som vil det mest | 4. März 2018                     |
| 2     | Steikje bra          | 4. März 2018                     |
| 3     | Debutanter           | 11. März 2018                    |
| 4     | Medgangssupportarar  | 18. März 2018                    |
| 5     | Fair Play            | 25. März 2018                    |
| 6     | Ingen kommentar      | 1. April 2018                    |
| 7     | Deadline Day         | 8. April 2018                    |
| 8     | Straffeskyttarane    | 15. April 2018                   |
| 9     | Over streken         | 22. April 2018                   |
| 10    | The Great Escape     | 29. April 2018                   |

### Staffel 2
| Folge | Norwegischer Titel         | Erstausstrahlung Norwegen (NRK1) |
| ----- | -------------------------- | -------------------------------- |
| 1     | Stolt fortid, stor framtid | 17. Februar 2019                 |
| 2     | Alt for Noreg              | 24. Februar 2019                 |
| 3     | Sviræv                     | 3. März 2019                     |
| 4     | Go Your Own Way            | 10. März 2019                    |
| 5     | Ikkje til sals             | 17. März 2019                    |
| 6     | Reservelaget               | 24. März 2019                    |
| 7     | Jævla Ålesund              | 31. März 2019                    |
| 8     | Never Walk Alone           | 7. April 2019                    |